# Birgitte Anker
Birgitte Anker (født 16. oktober 1963 i København) er en dansk embedsmand, der fra 1. oktober 2020 til udgangen af oktober 2024 var rigsstatistiker, dvs. øverste chef for Danmarks Statistik. 
Tidligere har hun bl.a. været direktør for Socialstyrelsen.

## Karriere
Birgitte Anker er uddannet cand.polit. fra 1991. Hun har bl.a. været ansat i Dansk Arbejdsgiverforening og i centraladministrationen, senest som afdelingschef i Finansministeriet, Økonomi- og Indenrigsministeriet og Økonomi- og Erhvervsministeriet. I 2015 blev hun udnævnt til direktør for Socialstyrelsen. I august 2020 blev hun udnævnt til rigsstatistiker med virkning fra 1. oktober. I denne stilling afløste hun Jørgen Elmeskov, der i maj samme år havde meddelt, at han ønskede at stoppe på posten, når hans kontrakt udløb i september 2020. Anker fratrådte stillingen som rigsstatistiker igen 31. oktober 2024.

## Privatliv
Birgitte Anker er gift med Lars Haagen Pedersen, afdelingschef i Finansministeriet.